# Сварочный источник питания

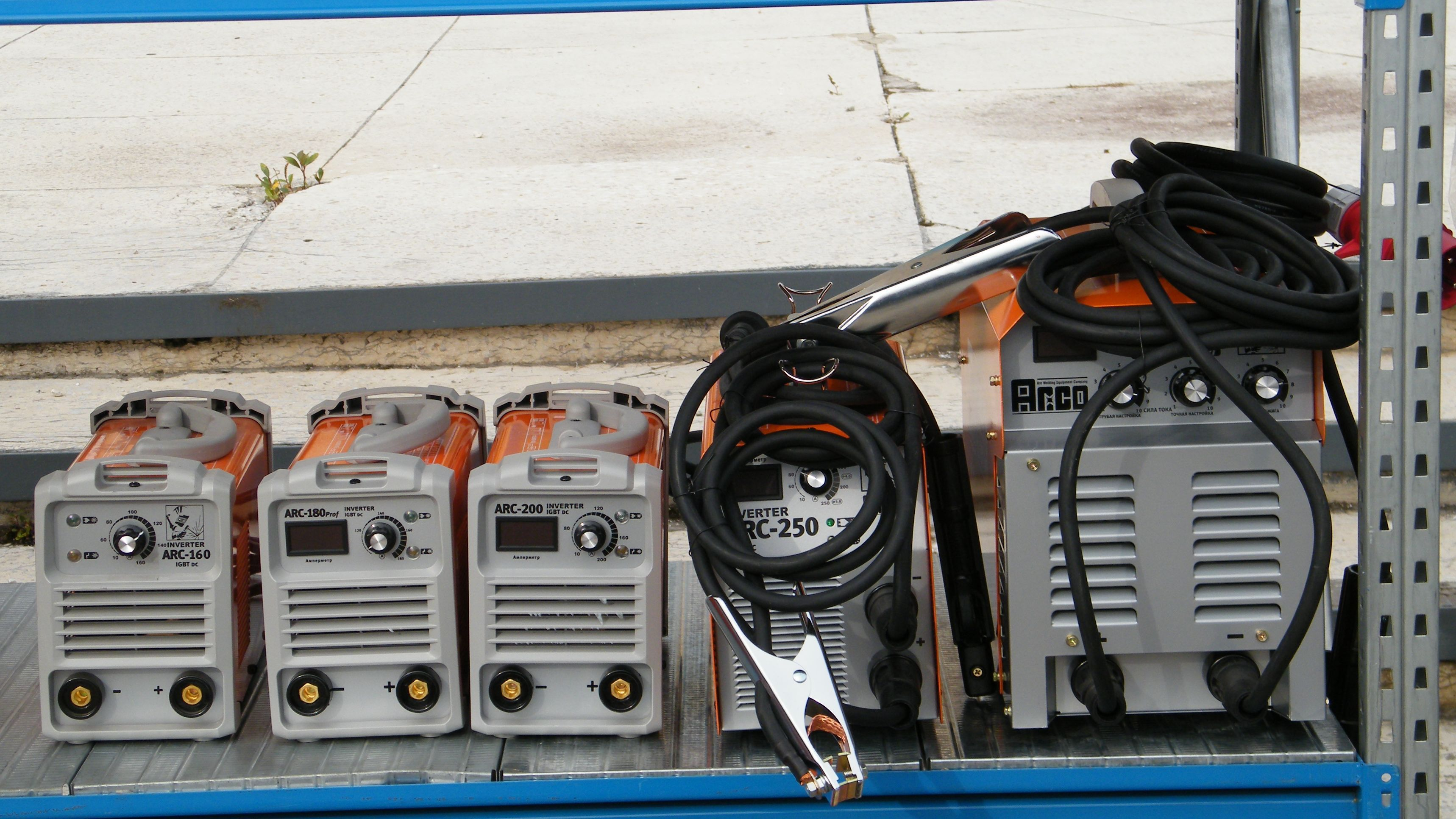
Инверторные сварочные аппараты.

Сварочный источник питания — электронное устройство, которое обеспечивает питание сварочной цепи электрическим током.
Для проведения сварки обычно требует большой ток — от 100 до 12000 ампер.
Низкий ток также используется; например сварка двух бритвенных лезвий при токе 5 ампер с использованием дуговой сварки.
Сварочным источником питания может быть простой автомобильный аккумулятор и такой сложный прибор, как высокочастотный инвертор с использованием транзисторов IGBT технологии с компьютерным управлением.

## Классификация
Сварочные аппараты бывают постоянного тока (CC) или постоянного напряжения (CV); автомат постоянного тока изменяет выходное напряжение, поддерживая при этом постоянный ток и наоборот. Дуговая сварка с металлическим электродом и газовая вольфрамовая дуговая сварка используют источник постоянного тока, а газовая дуговая сварка металлическим электродом и дуговая сварка порошковой проволокой, как правило, используют постоянные напряжения.

## Конструкции источников
К источникам сварочного тока относятся:

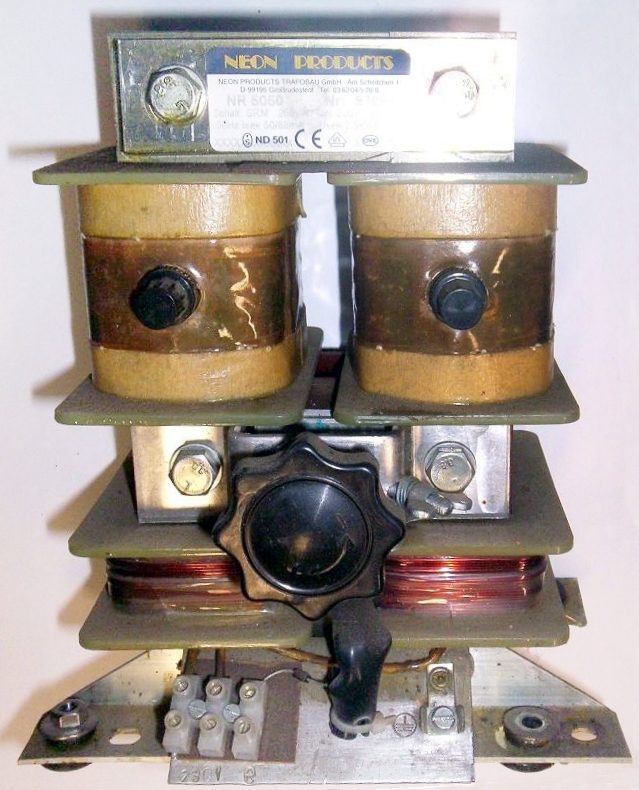
Сварочный трансформатор с регулированием напряжения при помощи изменения величины зазора между катушками

### Трансформаторы
Трансформатор понижает напряжение от сети (обычно 230 В или 115 В переменного тока) в более низкое — от 17 до 45 (при разомкнутой цепи) вольт, с током от 55 до 590 ампер. Выпрямитель преобразует переменный ток в постоянный.
Изменение напряжения в дешёвом трансформаторе проводится перемещением первичной обмотки ближе или дальше от вторичной обмотки.
См. также: Сварочный трансформатор.

### Генераторы
Сварочные источники питания могут использовать генераторы для преобразования механической энергии в электрическую энергию. Современные конструкции, как правило, использую приводы от двигателя внутреннего сгорания. Выходная мощность генератора может быть постоянного тока или переменного тока.

### Инверторы
С появлением мощных полупроводниковых приборов, таких как биполярный транзистор с затвором (IGBT) стало возможным сделать импульсный источник питания с большими нагрузками, необходимыми для дуговой сварки. Эти конструкции известны как инверторные сварочные аппараты с инверторными схемами. Эти аппараты меньше по весу, но более дорогие.

### Конвертеры
Источники сварочного тока работающие от постоянного тока с понижением или повышением входного напряжения (DC-DC преобразование). В состав конверторов может быть включено высокочастотное звено для стабилизации характеристик и изоляции от внешнего контура питания. Конвертор принципиально отличается от инвертора, так как в последнем используется (AC-DC преобразование).

### Прочие источники
Существуют виды сварки, для которых требуются другие источники питания, например, лазерная сварка требует источников со сложными схемами синхронизации и ёмкими конденсаторами. К ним относятся источники питания серий PICCO, ECO и EDELWEISS с импульсной ламповой накачкой.